# فوکوس هوم اینتراکتیو
فوکوس هوم اینتراکتیو (انگلیسی: Focus Home Interactive) یک شرکت ناشر بازی ویدئویی و توسعه‌دهنده بازی ویدئویی در پاریس در کشور فرانسه می باشد. مجموعه بازی ها شرلوک هولمز، افسانه طاعون: اینسنس و سری بازی تاج و تخت از بازی های ساخته شده توسط این شرکت می باشد.